# James Audley
James Audley, ou Audeley (c. 1316 – 1369), foi um militar inglês, em 1348 ele foi um dos cavaleiros fundadores, o vigésimo primeiro Cavaleiro da Ordem da Jarreteira.
Serviu na França, em 1346, onde, em Crécy, lutou na comitiva do príncipe Eduardo. Em agosto de 1350, ele participou da Batalha de Winchelsea. Quando as hostilidades foram renovadas entre a Inglaterra e a França em 1354, Sir James estava em constante presença com o Príncipe Negro, e ganhou uma grande reputação de bravura.
Na Batalha de Poitiers em 19 de setembro de 1356, ele assumiu sua posição na frente do exército Inglês, e depois de lutar durante muito tempo foi gravemente ferido e transportado de luta. Após a vitória, o príncipe perguntou por Sir James, que foi trazido para a tenda real, onde Eduardo disse que ele tinha sido o mais bravo cavaleiro ao seu lado, e concedeu-lhe uma pensão vitalícia de quinhentos marcos. Sir James fez mais este presente aos quatro escudeiros que tinham atendido a ele durante a batalha, e recebeu do príncipe uma pensão de mais de seiscentas marcas.